# 361 v.Chr.
Het jaar 361 v.Chr. is een jaartal volgens de christelijke jaartelling.

## Gebeurtenissen

### Libanon
- De Fenicische havenstad Sidon komt in opstand tegen Perzië.

### Egypte
- Farao Teos en Atheense huurlingen onder Chabrias voeren een guerrilla-oorlog tegen het Perzische Rijk.
- Koning Agesilaüs II van Sparta krijgt financiële steun voor de opstand en het Spartaanse leger.

## Geboren
- Agathocles (~361 v.Chr. - ~289 v.Chr.), koning en tiran van Syracuse
- Dinarchus (~361 v.Chr. - ~291 v.Chr.), de laatste van de tien Attische redenaars